# The Country Cousin (film fra 1919)
The Country Cousin er en amerikansk stumfilm fra 1919 af Alan Crosland.

## Medvirkende
- Elaine Hammerstein som Nancy Price
- Margaret Seddon som Mrs. Howitt
- Lumsden Hare som Archie Gore
- Genevieve Tobin som Eleanor Howitt
- Reginald Sheffield som Sammy Wilson